# Aprilie 2021
Acest articol este generat integral pe baza informațiilor din articolul 2021 și este actualizat periodic de un robot.
 Editările făcute în articol vor fi șterse la următoarea actualizare! Dacă doriți să faceți modificări, editați articolul-sursă.

ianuarie -
februarie -
martie -
aprilie -
mai -
iunie -
iulie -
august -
septembrie -
octombrie -
noiembrie -
decembrie
Aprilie 2021 a fost a patra lună a anului și a început într-o zi de joi.

## Evenimente
- 2 aprilie: Rusia avertizează NATO împotriva trimiterii oricăror trupe în ajutorul Ucrainei, pe fondul rapoartelor despre manevrele militare ruse la granițele sale.
- 5 aprilie: Președintele rus Vladimir Putin semnează o lege care extinde mandatul prezidențial la un total de patru mandate consecutive de șase ani. Legea i-ar permite lui Putin, care se află la al doilea mandat consecutiv, să ocupe funcția de președinte până în 2036.[1]
- 6 aprilie: 12 fotomodele tinere din Belarus, Republica Moldova, Rusia și Ucraina, au fost arestate de poliția din Dubai, după ce au pozat goale pe balconul unui imobil din cel mai luxos cartier al metropolei arabe. Tinerele sunt acuzate de încălcarea legii privind decența în public, dar și de distribuirea de materiale pornografice.
- 10 aprilie: Pandemie COVID-19 – România depășește 1 milion de cazuri de COVID-19.[2]
- 13 aprilie: O instanță din Ismailia admite cererea Autorității egiptene a canalului Suez de a pune sub sechestru nava Ever Given în așteptarea plății unei cereri de despăgubire de peste 900 milioane USD.[3] Nava a blocat Canalul Suez timp de șase zile, obstrucția acestuia având un impact negativ semnificativ asupra schimburilor comerciale dintre Europa și Asia și Orientul Mijlociu.
- 13 aprilie: Guvernul Japoniei a aprobat deversarea a 1,25 milioane de tone de apă radioactivă tratată de la centrala nucleară Fukushima în Oceanul Pacific pe parcursul a 30 de ani, cu sprijinul deplin al Agenției Internaționale pentru Energie Atomică. China, Coreea de Sud și Taiwan se opun deciziei.[4][5]
- 15 aprilie: Oamenii de știință anunță că au injectat cu succes celule stem umane în embrioni de maimuță, creând embrioni-himeră.[6]
- 16 aprilie: Banca Centrală Turcă interzice tranzacțiile folosind criptomonede și active criptografice, citând posibile „daune ireparabile” și riscuri de tranzacție pentru clienți.

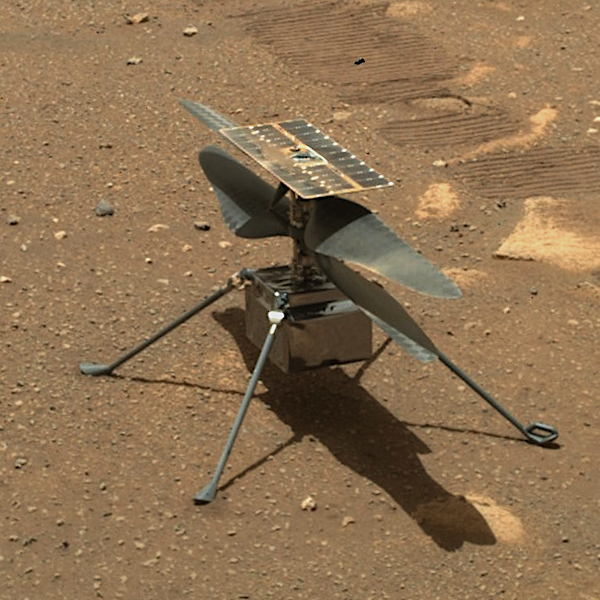
19 aprilie: Elicopterul Ingenuity al NASA, care face parte din misiunea Mars 2020, efectuează primul zbor cu motor pe o altă planetă.

- 17 aprilie: Pandemie COVID-19 – Numărul global de decese din cauza COVID-19 depășește 3 milioane.
- 17 aprilie: Au loc funeraliile prințului Philip. La sujba de înmormântare de la Capela St George au participat doar 30 de persoane din cauza restricțiilor legate de pandemia de COVID-19.[7]
- 18 aprilie: Ofensiva din Ciadul de Nord: Forțele rebele ale Frontului pentru Schimbare și Concordie din Ciad avansează spre capitala, N'Djamena, întrucât președintele în funcție Idriss Déby preia conducerea alegerilor din 11 aprilie și se așteaptă să își prelungească mandatul. Pe 17 aprilie, guvernele SUA și britanice au ordonat unor angajați diplomatici să părăsească Ciadul în mijlocul tulburărilor.
- 19 aprilie: Elicopterul Ingenuity al NASA, care face parte din misiunea Mars 2020, efectuează primul zbor cu motor pe o altă planetă.[8][9]
- 19 aprilie: Raúl Castro demisionează din funcția de prim secretar al Partidului Comunist Cubanez, punând capăt a peste 62 de ani de guvernare a fraților Castro în Cuba.[10]
- 19 aprilie: Ofensiva din Ciadul de Nord: Armata din Ciad declară că 300 de rebeli au fost uciși și încă 150 arestați în timpul operațiunilor militare din nordul Ciadului. Cinci soldați sunt, de asemenea, uciși și alți 36 răniți în operațiune.
- 20 aprilie: Ofensiva din Ciadul de Nord: Președintele din Ciad, Idriss Déby, moare din cauza rănilor suferite în timp ce comanda forțe împotriva rebelilor din partea de nord a țării. Constituția este suspendată, iar un consiliu militar de tranziție condus de fiul lui Déby, generalul Mahamat Idriss Déby Itno, va conduce țara pentru aproximativ 18 luni.
- 21 aprilie: Un incendiu puternic a izbucnit la Chișinău, capitala Republicii Moldova.
- 21 aprilie: Ofensiva din Ciadul de Nord: Rebelii Frontului pentru Schimbare și Concordie din Ciad (FACT) au amenințat că vor continua, ajungând în capitala Ciadului, N'Djamena, după uciderea președintelui Idriss Déby. În capitală, mulți civili aleg să rămână acasă pe măsură ce spaimele cresc. Rebelii FACT resping junta militară condusă de fiul lui Déby, iar politicienii din opoziție solicită, de asemenea, o tranziție civilă.
- 21 aprilie: Guvernul indonezian raportează dispariția submarinului KRI Nanggala în timpul unui exercițiu de torpilă cu foc viu, solicitând asistență de căutare și salvare din Singapore și Australia.
- 21 aprilie: Ministerul Finanțelor din Republica Moldova a emis în premieră și cu succes obligațiuni de stat pe 7 ani, pentru prima oară în această țară.
- 22 aprilie: Cașcavalul de Săveni devine cel de-al șaptelea produs românesc înscris de Comisia Europeană în registrul produselor care beneficiază de Indicație Geografică Protejată, după: magiun de prune Topoloveni, salam de Sibiu, novac afumat din Țara Bârsei, scrumbia de Dunăre afumată, cârnații de Pleșcoi și telemea de Ibănești.[11]
- 24 aprilie: În urma unui efort internațional de căutare și salvare, marina indoneziană raportează scufundarea KRI Nanggala cu 53 de membri ai echipajului, cea mai mare pierdere de vieți umane la bordul unui submarin din 2003.[12]
- 24 aprilie: Pandemie COVID-19 – Numărul vaccinărilor administrate la nivel mondial depășește 1 miliard, la mai puțin de cinci luni de la începerea primelor campanii de vaccinare în masă.[13]
- 25 aprilie: Cea de-a 93-a ediție a Premiilor Oscar a avut loc la Los Angeles. Filmul Nomadland câștigă premiul pentru Cel mai bun film, iar regizoarea acestui film, Chloé Zhao, premiul pentru Cel mai bun regizor.
- 28 aprilie: Președintele Republicii Moldova, Maia Sandu, primește undă verde de la Curtea Constituțională a Republicii Moldova pentru dizolvarea Parlamentului Republicii Moldova de legislatura a X-a și declară alegeri anticipate pe 11 iulie 2021.
- 30 aprilie: Cel puțin 45 de persoane sunt ucise și cel puțin 150 sunt rănite într-o busculadă masivă în timpul sărbătorii evreiești Lag Baomer din Meron, Israel. Este cel mai grav dezastru civil din istoria Israelului.[14][15]

## Decese
- 1 aprilie: Isamu Akasaki, 92 ani, fizician japonez, laureat al Premiului Nobel (2014), (n. 1929)
- 1 aprilie: Emmanuel Gaillard, 69 ani, avocat francez specializat în domeniul arbitrajului internațional și profesor de drept (n. 1952)
- 2 aprilie: Gabi Luncă (n. Elena Gabriela Onoriu), 82 ani, interpretă română de muzică lăutărească de etnie romă (n. 1938)
- 2 aprilie: Nelu Ploieșteanu, 70 ani, interpret român de muzică lăutărească (n. 1950)
- 3 aprilie: Remus Câmpeanu, 82 ani, fotbalist român (n. 1938)
- 4 aprilie: Jens-Peter Bonde, 73 ani, om politic danez, membru al Parlamentului European (1979–2008), (n. 1948)
- 4 aprilie: Robert Mundell, 88 ani, economist canadian, laureat al Premiului Nobel (1999), (n. 1932)
- 6 aprilie: Boris Bechet, 68 ani, regizor, actor de teatru și film din Republica Moldova (n. 1953)
- 6 aprilie: Maj Britt Theorin, 88 ani, politiciană suedeză, membră a Parlamentului European (1995–2004), (n. 1932)
- 8 aprilie: Richard Rush, 91 ani, regizor, scenarist și producător american de film (n. 1929)
- 9 aprilie: Ioan Caproșu, 86 ani, istoric, medievist și profesor universitar român, membru de onoare al Academiei Române (n. 1934)
- 9 aprilie: DMX (n. Earl Simmons), 50 ani, rapper și actor american (n. 1970)
- 9 aprilie: Prințul Philip, Duce de Edinburgh, 99 ani, soțul reginei Elisabeta a II-a a Regatului Unit (n. 1921)
- 10 aprilie: Pál-Péter Haszmann, 78 ani, politician român (n. 1942)
- 11 aprilie: Daisuke Ryu, 64 ani, actor japonez de etnie coreeană (n. 1957)
- 13 aprilie: Ioan Berci, 54 ani, taragotist român (n. 1967)
- 14 aprilie: Natan Bartfeld, 71 ani, arbitru de fotbal sovietic și moldovean (n. 1949)
- 14 aprilie: Bernard Madoff, 82 ani, finanțist american de etnie evreiască (n. 1938)
- 17 aprilie: Hubert Faure, 106 ani, militar francez (n. 1914)
- 19 aprilie: Walter Mondale, 93 ani, politician american, vicepreședinte al Statelor Unite ale Americii (1977–1981), (n. 1928)
- 20 aprilie: Idriss Déby, 68 ani, politician din Ciad, președinte (1990–2021), (n. 1952)
- 20 aprilie: Monte Hellman, 91 ani, regizor, producător și editor american de film (n. 1929)
- 27 aprilie: Marin Dumitrescu, 102 ani, pilot român de curse auto (n. 1919)
- 27 aprilie: Corneliu Murgu, 72 ani, solist român de operă (tenor), (n. 1948)
- 28 aprilie: Michael Collins, 90 ani, astronaut american (Apollo 11, 1969), (n. 1930)
- 30 aprilie: Ioan Pop de Popa, 93 ani, medic cardiolog român (n. 1927)